# Nephochaetona mima
Nephochaetona mima är en tvåvingeart som beskrevs av Townsend 1919. Nephochaetona mima ingår i släktet Nephochaetona och familjen parasitflugor.
Artens utbredningsområde är Peru. Inga underarter finns listade i Catalogue of Life.